# Bataille de Charleroi (1940)
Pour la bataille de la Première Guerre mondiale, voir Bataille de Charleroi (1914)
Seconde Guerre mondiale,
Bataille de France
Batailles
- Drôle de guerre
- Évacuation des civils de la ligne Maginot
- Mobilisation
- Offensive de la Sarre
- Baie de Heligoland
- Incident de Mechelen
- Plan Jaune
- Plan Dyle
- Luxembourg
- Ében-Émael
- Hannut

- Sedan
- Dinant
- Monthermé
- Givet
- La Horgne
- Gembloux
- Flavion
- Louvain
- Charleroi

- Stonne
- Montcornet
- La Sambre
- Arras

- L'Escaut
- Amiens
- La Lys
- Massacre de Vinkt
- Boulogne-sur-Mer
- Calais
- Poche de Lille
- Massacre du Paradis
- Abbeville
- Dunkerque
- Capitulation belge

- L'Aisne
- L'Ailette
- Opération Paula
- l’Exode
- Pont-de-l'Arche
- Opération Cycle
- Opération Ariel

- Les Alpes
- Vallon du Seuil
- Bombardement de Toulon
- Opération Vado
- La Loire
- Saumur
- La vallée du Rhône
- Bombardements de Marseille
- Menton (Pont-Saint-Louis)
- Combats aériens en Suisse
- Armistice du 22 juin

La bataille de Charleroi eut lieu les 16-17 mai 1940 dans et autour de la ville belge de Charleroi, dans le cadre du plan jaune allemand qui avait pour but d'attirer les corps d'armée britannique et français au nord alors que la Wehrmacht en traversant les Ardennes et en atteignant la Manche pourrait encercler les armées alliées.

## Contexte historique
Le 10 mai 1940, le Troisième Reich lance une grande offensive sur les Pays-Bas, le Luxembourg, la Belgique et la France dans ce qui sera appelé la bataille de France. 
Les Allemands appliquent le plan jaune : leur groupe d'armées B attaque les Pays-Bas et avance dans la plaine belge, y attirant ainsi l'aile marchante des Franco-Britanniques qui suivent le plan Dyle-Bréda prévu dans le cas d'une telle offensive allemande dans les pays neutres. Dans le même temps, le groupe d'armées A allemand, avec en premier échelon ses formations de chars (la Gruppe Hoth et la Panzergruppe von Kleist), lance l'attaque principale au centre de la ligne de front, à travers les Ardennes, et atteint ainsi la Meuse le 12 au soir, la franchissant en force le lendemain. Les armées alliées sont encerclées dans le nord de la France et en Belgique.
Charleroi, qui avait déjà été le théâtre d'une bataille en 1914 pendant la Première Guerre mondiale, va être à nouveau convoitée entre les Français et les Allemands pour la possession des ponts sur la Sambre. La Wehrmacht atteint les portes de la ville le 16 mai 1940.

## Prélude
Le 16 mai, à 6 h, l'arrière-garde française entame un mouvement de repli après avoir détruit le pont sur la Sambre à l'ouest de Charleroi. Ce repli s'effectue avec difficulté, les Allemands s'étant infiltrés sur la gauche du dispositif du 14e régiment de zouaves. Le régiment perd un officier et une cinquantaine d'hommes. Le mouvement s'effectue par la suite normalement.
Le 14e régiment de zouaves se déploie dans Châtelineau tandis que le 24e régiment de tirailleurs tunisiens du commandant Guillebaud  prend position à Gilly-Corbeau après avoir subi quelques pertes en raison des tirs d'artillerie et des raids de l'aviation ennemie.
Le 22e régiment d'artillerie colonial est quant à lui déployé dans le quartier sud de Charleroi. Le poste de commandement de la 5e division d'infanterie nord-Africaine est établi à Pironchamps. Le colonel Mesny en prend le commandement provisoire à la suite de l'évacuation du général Augustin Agliany du front pour raison médicale.
La ligne de défense principale repose sur la rive ouest du canal de Charleroi, divisée en un secteur nord et en un secteur sud (de Roux à la Sambre).
Le colonel Mesny décide de réserver la défense du pont de Roux au 14e régiment de zouaves tandis que les autres éléments de la 5e DINA doivent établir une tête de pont à Charleroi afin de couvrir l'installation du Ve Corps d'armée sur le canal de Charleroi.

## Déroulement de la bataille
Le 16 mai, hormis quelques bombardements et des patrouilles allemandes de reconnaissance qui mènent des escarmouches, peu de combats sont rapportés.
Le 17 mai, le 14e régiment de zouaves qui n’a pu utiliser le pont de Roux avant le lever du jour en raison de la retraite de la 12e division d'infanterie (DIM) est attaqué sur son flanc droit par les Allemands. Des mouvements ennemis (dont des motocyclistes et des blindés) sont rapportés au niveau de Temploux-Gosselies, prenant contact avec la tête de pont alliée à Charleroi. 
Dans la matinée, des éléments de reconnaissance motorisés allemands sont arrêtés au Vieux Campinaire, laissant plusieurs blessés et prisonniers. Le 14e zouaves met par ailleurs deux voitures blindées allemandes hors de combat sur le pont de Motte. 
La résistance menée par les Français permet de diminuer la pression ennemie sur Charleroi. Autour de Gosselies, de violents combats sont en revanche signalés. Les troupes françaises, soutenues par la couverture des tirs du 22e régiment d'artillerie et du 222e régiment d'artillerie coloniale (RAC), battent en retraite après avoir détruit tous les ponts sur la Sambre.

## Conséquences
Le 17 mai, la retraite est générale derrière le canal de Bruxelles-Charleroi. Les Allemands se lancent précipitamment en direction de la capitale, Bruxelles, qui est occupée dans la journée. Le lendemain, le 18 mai, Anvers tombe aux mains de l'ennemi. C'est le début de la bataille de l'Escaut qui dure du 20 au 27 mai.
Avec la perte de la bataille de la Lys, le roi belge Léopold III prend la décision de capituler le 28 mai 1940.
Occupée pendant quatre ans, Charleroi sera libérée par les Alliés en 1944.